# Girlitze
Die Gattung der Girlitze (Serinus) gehört zur Familie der Finken (Fringillidae). Innerhalb der Unterfamilie der Stieglitzartigen ist sie nah mit den Gattungen Spinus und Carduelis verwandt, von denen viele Arten als Zeisige bezeichnet werden. Im weiteren Sinne (sensu lato) gehören auch die Vögel der Gattung Crithagra zu den Girlitzen. Da sie früher als Teil der Gattung Serinus eingeordnet waren und aufgrund starker äußerlicher Ähnlichkeit, tragen die Vogelarten dieser Gattung im deutschen ebenfalls den Namensteil „-girlitz“. Aufgrund phylogenetischer Untersuchungen aus dem Jahre 2012 wurden diese „Girlitze“  aber in eine eigene Gattung gestellt, da sie näher mit den Grünfinken (Chloris), Hänflingen (Linaria) und Birkenzeisigen (Acanthis) verwandt sind.

## Interne Systematik
Durch DNA-Untersuchungen des mitochondrialen Cytochrom b wurde festgestellt, dass die Gattung Serinus nah mit der Gattung Carduelis verwandt ist.
Weitere Phylogenetische Untersuchungen mitochondrialen Cytochrom b an 20 Arten der Gattung Serinus bezogen die molekulare Uhr mit in ihre Analyse ein. Die DNA-Dendrogramme weisen darauf hin, dass die Gattung Serinus vor neun Millionen Jahren im Miozän erstmals aufgetreten ist. Die Herausbildung der Arten begann demnach vor zwei Millionen Jahren im Pleistozän. Im Durchschnitt beträgt die Divergenz in der DNA des Zellkerns zwischen den verschiedenen Serinus-Arten etwa vier Prozent. Dieser Wert legt eine im Vergleich zu anderen Singvögel-Gattungen bemerkenswert zügige Ausbreitung der Arten nahe. Im Rückschluss auf phylogenetische Dendrogramme der meisten Carduelis- und Serinus-Arten zeigt sich, dass die Ausbreitungsradien beider Gattungen im Entwicklungszeitraum verschränkt sind und auch nicht monophyletisch sind. Die ersten Serinus-Arten traten etwa eine halbe Million Jahre nach den Carduelis-Arten auf.
Diese Untersuchungen im Zusammenhang mit geographischen und phänotypischen Datensätzen der Gattung Serinus weisen auf fünf Gruppen hin:
1. Mediterrane Girlitze, ohne die isoliert lebenden Arten Zitronengirlitz (Serinus citrinella) und Korsischer Zitronengirlitz (Serinus corsicanus), die der Gattung Carduelis zugeordnet werden.
2. Asiatisch-afrikanische mittelgroße Girlitze, enthält die Arten Alariogirlitz (Serinus alario), Gelbscheitelgirlitz (Serinus canicollis) und Rotstirngirlitz (Serinus pusillus)
3. Kleine afrikanische Girlitze
4. Große afrikanische Girlitze
5. Ausgestorbene Girlitze

Untersuchungen
des mitochondrialen Cytochrome b der Gattung Serinus sensu lato (inkluse der vorgeschlagenen Gattungen Alario, Pseudochloroptila, Serinops, Ochrospiza, Dendrospiza und Crithagra) stellen zwei Gruppen fest:
1. Palaearktische und afrotropische Taxa, enthält Serinus serinus, Serinus canaria, Alario alario (früher: Serinus alario) und den Serinus canicollis-Komplex (S. c. canicollis, S. c. thompsonae, S. c. flavivertex)
2. Endemische afrotropische Taxa Pseudochloroptila, Serinops, Ochrospiza, Poliospiza, Dendrospiza, Poliospiza und Crithagra spp.

Beide Gruppen werden durch Carduelis-Taxa voneinander getrennt, da Serinus sensu lato als paraphyletisch angesehen wird. Als Konsequenz wird die Gruppe der Vögel, die als „Girlitze“ bezeichnet werden, daher nun in zwei Gattungen geteilt: Serinus (sensu stricto) und Crithagra.

## Arten
Girlitze
- Serinus sensu stricto – 8 Arten
  - Rotstirngirlitz (S. pusillus)
  - Girlitz (S. serinus)
  - Zederngirlitz (S. syriacus)
  - Kanarengirlitz (S. canaria), Kanarienvogel (S. canaria forma domestica)
  - Gelbscheitelgirlitz (S. canicollis)
  - Gelbstirngirlitz (S. flavivertex)
  - Schwarzkopfgirlitz (S. nigriceps)
  - Alariogirlitz (S. alario)

„Afrikanische“ Girlitze
- Crithagra (Serinus sensu lato) – 37 Arten
  - Príncipegirlitz (C. rufobrunnea), auch Prinzengirlitz
  - Einfarbgirlitz (C. concolor)
  - Dünnschnabelgirlitz (C. citrinelloides)
  - Diademgirlitz (C. frontalis)
  - Streifengirlitz (C. hyposticta)
  - Zügelgirlitz (C. capistrata)
  - Papyrusgirlitz (C. koliensis)
  - Waldgirlitz (C. scotops)
  - Weißbürzelgirlitz (C. leucopygia)
  - Angolagirlitz (C. atrogularis)
  - Graubrustgirlitz (C. xanthopygia)
  - Reichenowgirlitz (C. reichenowi)
  - Medinagirlitz (C. rothschildi)
  - Gelbkehlgirlitz (C. flavigula)
  - Salvadorigirlitz (C. xantholaema)
  - Gelbbrustgirlitz (C. citrinipecta)
  - Mosambikgirlitz (C. mozambica)
  - Weißbauchgirlitz (C. dorsostriata)
  - Ankobergirlitz (C. ankoberensis)
  - Jemengirlitz (C. menachensis)
  - Kapgirlitz (C. totta)
  - Basutogirlitz (C. symonsi)
  - Kernbeißergirlitz (C. donaldsoni)
  - Buchanangirlitz (C. buchanani)
  - Gelbbauchgirlitz (C. flaviventris)
  - Schwefelgirlitz (C. sulphurata)
  - Streifenbrustgirlitz (C. striatipectus) 	2021 abgespalten vom Miombogirlitz (C. reichardi)[9]
  - Miombogirlitz (C. reichardi)
  - Südbrauengirlitz (C. gularis)
  - Nordbrauengirlitz (C. canicapilla), auch Afrikanischer Brauengirlitz
  - Schwarzwangengirlitz (C. mennelli)
  - Rüpellgirlitz (C. tristriata)
  - Weißkehlgirlitz (C. albogularis)
  - Dickschnabelgirlitz (C. burtoni)
  - Strichelgirlitz (C. striolata)
  - Whytigirlitz (C. whytii), auchWhytiigirlitz
  - Tansaniagirlitz (C. melanochroa)
  - Proteagirlitz (C. leucoptera), auch Weißflügelgirlitz;In andere Gattungen ausgegliederte Arten
- In die monotypische Gattung Chrysocorythus ausgegliedert:
  - Malaiengirlitz (C. estherae)
- In die Gattung Spinus ausgegliedert:
  - Tibetzeisig (S. thibetanus; vormals Himalayagirlitz)
- Folgende beiden Arten wurden in die Gattung Carduelis ausgegliedert:
  - Zitronenzeisig (C. citrinella; vormals Zitronengirlitz)
  - Korsikazeisig (C. corsicana; vormals Korsischer Zitronengirlitz)